# Bansenshūkai

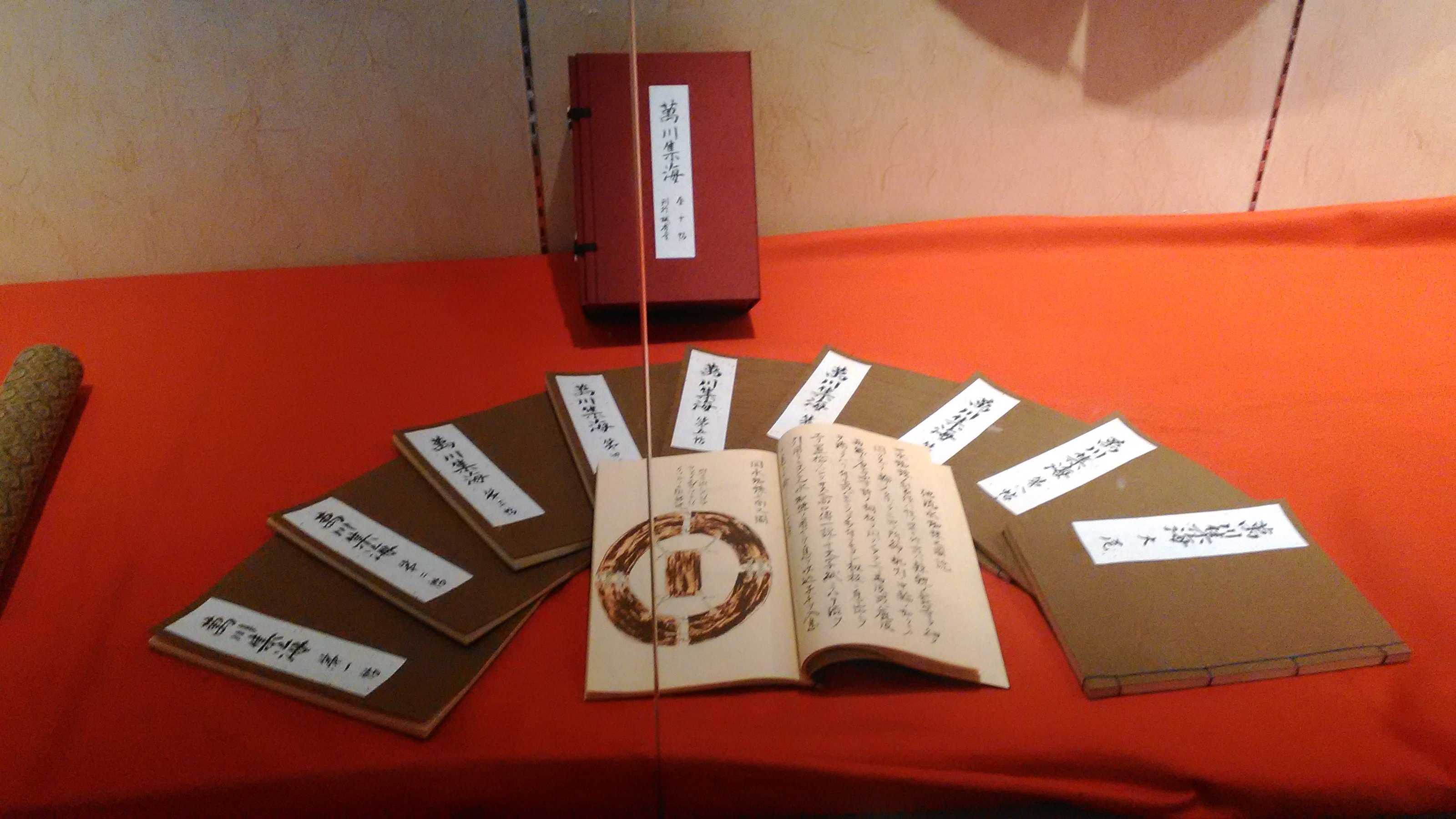
Bansenshūkai

Bansenshūkai o Mansenshūkai (万川集海,?   traducido significa el 'Mar donde Convergen los Diez Mil Ríos') es una colección de conocimiento Ninja de los Iga-ryu y Koga-ryu aparentemente escrito por Fujibayashi Sabuji, Fujibayashi Yasutake, o Fujibayashi Yasuyoshi. Este texto fue escrito en 1676, como la culminación de una recopilación de filosofía, estrategia militar, astrología, y armas con una gran influencia en el pensamiento oriental.

## Contenido
El libro incluye varios volúmenes:
- Un primer volumen con el Prefacio, Notas introductorias, preguntas y respuestas sobre el Ninjutsu.
- Dos volúmenes de Pensamiento y filosofía titulados "Seishin Jo" y "Seishin Ge".
- Cuatro volúmenes sobre Liderazgo
- Tres volúmenes sobre los aspectos Yo (Yang)
- Cinco volúmenes sobre los aspectos del In (Ying)
- Dos volúmenes de Astrología
- Cinco volúmenes de Armas

## Versiones
Existen dos versiones:
1. La versión de Koga tiene veintidós capítulos compendiados en diez volúmenes con un libro anexo.
2. La versión de Iga tiene veintidós capítulos compendiados en doce volúmenes con un anexo de cuatro capítulos en cuatro libros aparte.

## Copias
Después de la Segunda Guerra Mundial, se ofrecieron al público un limitado número de copias escritas a mano. Unas pocas de estas copias se encuentran en las mayores Universidades y Bibliotecas nacionales. 
Sin embargo, el arqueólogo británico Antony Cummins realizó una edición en inglés del texto resumiéndolo en un solo libro, cuya venta al público se inició en el mes de octubre de 2013. .